# 2. deild Wysp Owczych (1990)
W roku 1990 odbyła się 47. edycja 2. deild Wysp Owczych – drugiej ligi piłki nożnej Wysp Owczych. W rozgrywkach brało udział 10 klubów z całego archipelagu. Kluby z pierwszego i drugiego miejsca awansowały do 1. deild. W sezonie 1990 były to: NSÍ Runavík oraz SÍ Sumba. Dwa kluby z ostatnich miejsc spadały do 3. deild, a w roku 1990 były to: Fram Tórshavn oraz B36 II Tórshavn.

## Uczestnicy
| Uczestnicy 2. deild Wysp Owczych 1989                                                                         | Uczestnicy 2. deild Wysp Owczych 1989 | Uczestnicy 2. deild Wysp Owczych 1989 | Uczestnicy 2. deild Wysp Owczych 1989 |
| --- | ------------------------------------- | ------------------------------------- | ------------------------------------- |
| NSÍ | NSÍ Runavík                           | 3                                     |                                       |
| SÍ | SÍ Sørvágur                           | 4                                     |                                       |
| GÍ II | GÍ II Gøta                            | 5                                     |                                       |
| SÍS | SÍ Sumba                              | 6                                     |                                       |
| SKÁ | Skála ÍF                              | 7                                     |                                       |
| B36II | B36 II Tórshavn                       | 8                                     |                                       |
| Spadek z 1. deild Wysp Owczych 1989                                                                           |                                       |                                       |                                       |
| ÍF | ÍF Fuglafjørður                       | 9                                     |                                       |
| LÍF | LÍF Leirvík                           | 10                                    |                                       |
| Awans z 3. deild Wysp Owczych 1989                                                                            |                                       |                                       |                                       |
| Fram | Fram Tórshavn                         | 1                                     |                                       |
| Royn | Royn Hvalba                           | 2                                     |                                       |
| Oznaczenia: - kolumna pierwsza – skróty nazw drużyn, - kolumna trzecia – miejsce zajęte w poprzednim sezonie. |                                       |                                       |                                       |

## Tabela ligowa
| Lp. | Drużyna             | M  | Z  | R | P  | Bramki | Bramki | Różn. | Pkt | Uwagi              |
| --- | ------------------- | -- | -- | - | -- | ------ | ------ | ----- | --- | ------------------ |
| 1   | NSÍ Runavík (M) (A) | 18 | 15 | 2 | 1  | 53     | 10     | +43   | 32  | Awans do 1. deild  |
| 2   | SÍ Sumba (A)        | 18 | 11 | 4 | 3  | 44     | 22     | +22   | 26  | Awans do 1. deild  |
| 3   | ÍF Fuglafjørður     | 18 | 8  | 4 | 6  | 44     | 31     | +13   | 20  |                    |
| 4   | LÍF Leirvík         | 18 | 6  | 7 | 5  | 30     | 24     | +6    | 19  |                    |
| 5   | Skála ÍF            | 18 | 8  | 3 | 7  | 31     | 27     | +4    | 19  |                    |
| 6   | SÍ Sørvágur         | 18 | 6  | 4 | 8  | 27     | 27     | 0     | 16  |                    |
| 7   | GÍ II Gøta          | 18 | 5  | 5 | 8  | 31     | 34     | −3    | 15  |                    |
| 8   | Royn Hvalba         | 18 | 5  | 5 | 8  | 24     | 40     | −16   | 15  |                    |
| 9   | Fram Tórshavn (S)   | 18 | 3  | 5 | 10 | 24     | 62     | −38   | 11  | Spadek do 3. deild |
| 10  | B36 II Tórshavn (S) | 18 | 1  | 5 | 12 | 12     | 43     | −31   | 7   | Spadek do 3. deild |